# Bălan (Harghita)
Pour les articles homonymes, voir Bălan.
Bălan est une ville du județ de Harghita, en Roumanie. Elle est située dans la vallée Ciuc, à une altitude de 850 mètres, entourée des montagnes Hășmaș. La ville est traversée par l'Olt.

## Histoire
Bălan a été un lieu important d'extraction de cuivre.